# Кисневе дихання
Дихання (лат. respiratio) — основна форма дисиміляції у тварин, рослин і багатьох мікроорганізмів. Дихання — це фізіологічний процес, що забезпечує нормальний перебіг метаболізму (обміну речовин і енергії) живих організмів і сприяє підтримці гомеостазу (сталості внутрішнього середовища), отримуючи з довкілля кисень (O2) і відводячи туди ж в газоподібному стані деяку частину продуктів метаболізму організму (CO2, H2O тощо). Залежно від інтенсивності обміну речовин людина виділяє крізь легені в середньому близько 5–18 літрів вуглекислого газу (CO2), і 50 грамів води на годину, а з ними — близько 400 інших домішок летючих з'єднань, у тому числі й ацетон. У ході дихання багаті хімічною енергією речовини, що належать організму, окиснюються до бідних енергією кінцевих продуктів (діоксиду вуглецю і води), використовуючи для цього молекулярний кисень.
Під зовнішнім диханням розуміють газообмін між організмом і навколишнім середовищем, що охоплює поглинання кисню і виділення вуглекислого газу, а також доправлення цих газів усередині організму по системі дихальних трубочок (трахейнодихаючі комахи) або в системі кровообігу.
Ти́пи зо́внішнього ди́хання: 
- шкірне, через поверхню тіла (губки, кишковопорожнинні, більшість червів, погонофори, молюски, голкошкірі, круглороті, риби, амфібії, деякі плазуни, найпримітивніші представники різних типів тварин);
- трахейне (комахи, багатоніжки, хеліцерові), зяброве (ракоподібні, молюски, голкошкірі, круглороті, риби),
- легеневе (майже всі наземні хребетні, деякі водні тварини; павуки, скорпіони, деякі ракоподібні, легеневі молюски, голотурії, морські черви мають легені, але іншого походження, ніж хребетні).

Клітинне дихання передбачає біохімічні процеси переміщення білків крізь клітинні мембрани; а також власне окиснення в мітохондріях, що приводить до перетворення хімічної енергії на їжу.
В організмів, що мають великі площі поверхні, які контактують із зовнішнім середовищем, дихання може відбуватися за рахунок дифузії газів безпосередньо до клітин крізь пори (наприклад, у листі рослин та порожнинних тварин). За невеликої відносної площі поверхні, обмін газів здійснюється завдяки циркуляції крові (у хребетних та інших) або в трахеях (у комах).

## Еволюція типів дихання
Дихання виникло наприкінці докембрію, близько 2 млрд років тому, коли в атмосфері внаслідок життєдіяльності фотосинтезуючих організмів з'явився вільний кисень. До цього живі істоти використовували анаеробні, безкисневі джерела енергії.

## Дихання у рослин
Більшість рослин світлим часом доби виробляють кисень, але в їх клітинах йде і зворотний процес: кисень поглинається в процесі дихання. Вночі в кімнаті, щільно заставленій рослинами, можна спостерігати зниження концентрації кисню і збільшення кількості вуглекислого газу. Річ у тім, що в живих клітинах рослин процес дихання відбувається цілодобово, хоча на світлі стрімкість утворення кисню завдяки фотосинтезу, зазвичай перевищує швидкість його поглинання. Так само як і у тварин, клітинне дихання рослин протікає в особливих клітинних мітохондріях.
Загальні принципи організації процесу дихання на молекулярному рівні у рослин і тварин схожі. Однак через те, що рослини ведуть прикріплений спосіб життя, їх метаболізм постійно повинен підлаштовуватися до зовнішніх умов, тому і їх клітинне дихання має деякі особливості (додаткові шляхи окиснення, альтернативні ферменти).
Газообмін зі зовнішнім середовищем здійснюється через продихи і чечевички, тріщини в корі (у дерев).

Формалізована схема циклу дихання рослин

Дихання притаманне всім органам, тканинам і клітинам рослини. Інтенсивність дихання можна уявити, вимірюючи кількість вуглекислого газу, що виділяється тканиною, або вимірюючи кисень, що поглинається нею. Інтенсивніше дихають молоді, швидко збільшувані органи і тканини рослин. Найактивнішим є дихання репродуктивних органів, потім листя; слабкіше дихають стебла і коріння. Тіньовитривалі рослини дихають слабкіше світлолюбних. Для високогірних рослин, пристосованих до зниженого парціального тиску O2, притаманна підвищена натужність дихання. Дуже жвавим є дихання цвілевих грибів, бактерій. Дихання посилюється з підвищенням температури (на кожні 10 °C — приблизно у 2-3 рази), зупиняючись за температури у 45-50 °C. У тканинах зимуючих органів рослин (бруньки листяних дерев, голки хвойних) дихання продовжується (з різко зниженою інтенсивністю) і під час значних морозів. Дихання рослин заохочують механічні та хімічні подразнення (поранення, деякі отрути, наркотики). Закономірно змінюється дихання під час розвитку рослини та її органів. Сухе насіння дихає досить слабко. При набуханні і наступному проростанні насіння, дихання посилюється у сотні і тисячі разів. Із закінченням періоду активного росту рослин дихання їхніх тканин слабшає, що пов'язується з процесом старіння протоплазми. У ході дозрівання насіння, плодів інтенсивність дихання зменшується.
Відповідно до теорії радянського біохіміка О. М. Баха, процес дихання, тобто окиснення вуглеводів, жирів, білків, здійснюється за допомогою окисної системи клітини в два етапи:
1. активація кисню (O2) повітря шляхом його приєднання до ненасичених, здатних мимоволі окиснюватися сполук, що містяться в живій клітині (оксигенази) з утворенням перекисів,
2. активація перекисів із звільненням атомарного кисню, здатного окиснювати важкоокиснювані органічні речовини.

За теорією дегідрування російського ботаніка В. І. Палладіна, найважливіша ланка дихання — активація водню субстрату, здійснювана дегідрогеназою. Обов'язковий учасник складного ланцюга процесів дихання — вода, водень якої, разом з воднем субстрату використовується для відновлення самоокиснюваних сполук — так званих дихальних пігментів. Вуглекислий газ (CO2), що виділяється у ході дихання, утворюється без участі кисню повітря, тобто анаеробно. Кисень повітря йде на окиснення дихальних хромогенів, що перетворюються водночас на дихальні пігменти. Подальший розвиток теорія дихання отримала в дослідженнях радянського ботаніка С. П. Костичева, згідно з якими перші етапи аеробного дихання подібні процесам, властивим анаеробам. Перетворення утворюваного при цьому проміжного продукту, можуть йти з участю кисню, що властиво для аеробів. У анаеробів же ці перетворення йдуть без участі молекулярного кисню.
За сучасними уявленнями, процес окиснення, який становить хімічну основу дихання, полягає у втраті речовиною електрона. Здатність приєднувати або віддавати електрони залежить від величини окисного потенціалу з'єднання. Кисень володіє найвищим окиснювальним потенціалом і, отже, максимальною здатністю приєднувати електрони. Однак потенціал кисню сильно відрізняється від потенціалу дихального субстрату. Тому роль проміжних переносників електронів від дихального субстрату до кисню виконують специфічні сполуки. Почергово окиснюючись і відновлюючись, вони утворюють систему перенесення електронів. Приєднавши до себе електрон від менш окисненого компонента, такий переносник відновлюється і, віддаючи його наступному компоненту з більш високим потенціалом, окиснюється. Так електрон передається від однієї ланки дихального ланцюга до іншого і, врешті-решт, кисню. Це завершальний етап дихання.
Всі ці процеси (активація кисню, водню, перенесення електрона ланцюговою реакцією на кисень) здійснюються головним чином у мітохондріях завдяки розгалуженій системі окисно-відновних ферментів. Шляхом проходження до кисню електрони, що мобілізуються спочатку від молекули органічної речовини, поступово віддають закладену в них енергію, яку клітина запасає у формі хімічних сполук, головним чином АТФ.
Завдяки досконалим механізмам запасання та використання енергії, процеси енергообміну в клітині йдуть з дуже високим коефіцієнтом корисної дії, поки недосяжним в техніці. Біологічна роль дихання не вичерпується використанням енергії, накопиченої в окиснюваній органічній молекулі. У ході окиснювальних перетворень органічних речовин утворюються активні проміжні сполуки — метаболіти, які жива клітина використовує для синтезу специфічних складових частин своєї протоплазми, утворення ферментів. Усім цим визначається центральне місце, що посідає дихання у сукупності процесів обміну речовин живої клітини. У диханні схрещуються і пов'язуються між собою процеси обміну білків, нуклеїнових кислот, вуглеводів, жирів та інших складників протоплазми.

## Цікавинки
2020 року, ізраїльські вчені виявили паразита, схожого на медузу, який може жити без кисню. "Вчені визначили, що у паразита, схожого на медузу, немає мітохондріального геному — це перший багатоклітинний організм, у якого виявлено його відсутність", йдеться у повідомленні Science Alert. Це означає, що ця істота — паразит Henneguya salminicola, не потребує кисню. Сучасним вченим відома здатність деяких організмів виживати за мінімальної кількості кисню в середовищі, однак дослідження Henneguya salminicola засвідчили, що ця істота обходиться без кисню взагалі. Усередині свого носія (лосося) Henneguya salminicola може вижити за безповітряних умов.